# Laura Bro
Laura Bro (* 27. April 1973 in Frederiksberg) ist eine dänische Theater- und Filmschauspielerin.

## Leben
Laura Bro ist die Tochter des Schauspielerpaars Helle Hertz und Christoffer Bro. Ihre Geschwister Anders Peter Bro und Nicolas Bro sind ebenfalls schauspielerisch tätig. Sie schloss 2002 ihr Studium an der staatlichen Theaterschule Kopenhagen ab und wurde zunächst als Theaterschauspielerin tätig. 2004 gab sie bei Brothers – Zwischen Brüdern ihr Debüt als Filmschauspielerin. Für ihre Hauptrolle in Rene hjerter wurde sie 2007 für einen Robert nominiert, für ihre Nebenrolle im Drama Fuglene over sundet wurde sie 2017 für einen Robert und einen Bodil als beste Nebendarstellerin nominiert.

## Filmografie
- 1986: Walhalla (Valhalla, Zeichentrickfilm, Stimme)
- 2004: Brothers – Zwischen Brüdern (Brødre)
- 2006: Rene hjerter
- 2008: Sommer (Fernsehserie, 12 Folgen)
- 2012: Die Königin und der Leibarzt (En kongelig affære)
- 2015: Unter dem Sand – Das Versprechen der Freiheit (Under sandet)
- 2015: Die Hüterin der Wahrheit – Dinas Bestimmung (Skammerens datter)
- 2016: Fuglene over sundet
- 2017–2018: Die Wege des Herrn (Herrens veje, Fernsehserie, 11 Folgen)
- 2018: The Guilty (Den skyldige, Stimme)